# Thlaspi kochianum
Thlaspi kochianum är en korsblommig växtart som beskrevs av Friedrich Karl Meyer. Thlaspi kochianum ingår i släktet skärvfrön, och familjen korsblommiga växter. Inga underarter finns listade i Catalogue of Life.